# Sidi Slimane (El Bayadh)
Sidi Slimane (em árabe: سيدي سليمان) é um município localizado na província de El Bayadh, Argélia. Segundo o censo de 2008, a população total do município era de 1 806 habitantes.